# Джеффри Фиц-Питер, 1-й граф Эссекс
Джеффри Фиц-Питер (англ. Geoffrey Fitz Peter; примерно 1162 — 2 октября 1213) — английский аристократ, 1-й граф Эссекс, главный юстициарий Англии с 1198 года. Входил в число доверенных советников королей Ричарда Львиное Сердце и Джона Безземельного.

## Биография
Джеффри был сыном рыцаря Питера (Пьера, Пирса) де Лютшаргаля. Его старший брат Симон был в разное время шерифом Нортгемптоншира, Бэкингемшира и Бедфордшира. Сам Джеффри последние пять лет правления Генриха II (1184—1189) занимал должность шерифа в Нортгемптоншире. Благоволивший к нему король устроил его брак с богатой наследницей Беатрисой де Сэй. После смерти в 1184 году тестя, Уильяма де Сэя, Джеффри разделил его владения со своим свояком Уильямом Бокландом.
Когда началась подготовка к Третьему крестовому походу, Джеффри изъявил готовность в нём участвовать, но потом отказался от этой идеи и выплатил штраф королю Ричарду Львиное Сердце. В отсутствие монарха он был одним из пяти судей, заседавших в королевском суде, и лордом казначейства, а также советником юстициария Гуго де Пюизе.
В 1189 году умер, не оставив наследников, Уильям де Мандевиль, 3-й граф Эссекс. Жена Джеффри приходилась графу двоюродной племянницей, будучи внучкой сестры Жоффруа де Мандевиля. От её имени Джеффри заявил о правах на наследство. Его конкурентом был Джеффри де Сэй, дядя Беатрисы и двоюродный брат умершего графа соответственно. Лорд-канцлер Уильям де Лоншан сначала вынес решение в пользу де Сэя, который обязался выплатить за это 7 тысяч марок; когда де Сэй не смог найти такую сумму, наследство, включавшее обширные земли Мандевилей, отошло за три тысячи марок к Джеффри Фиц-Питеру.
В последующие годы новый граф Эссекс враждовал с епископом Лондона из-за аббатства Вальден, из-за чего на него даже был наложен интердикт. В 1198 году король Ричард назначил Джеффри Фиц-Питера юстициарием Англии. В этом качестве Джеффри разгромил князя Поуиса Гвенвинвина, вторгшегося во владения Браозов. Главной его задачей было наладить финансирование войн Ричарда Львиное Сердце. Для этого новый юстициарий поднял налоги, установил плату за подтверждение документов королевской печатью, увеличил штрафы.
После смерти Ричарда Джеффри сразу отправился в Нортгемптон, чтобы приветствовать Джона как нового короля. Тот в день своей коронации (27 мая 1199 года) восстановил для Джеффри титул графа Эссекса. Позже последовали и другие пожалования: граф стал шерифом Йорка, получил ряд поместий. До конца жизни он оставался преданным слугой короля, отстаивавшим его интересы, за что получил у недовольных политикой Джона баронов репутацию «дурного советника». Когда король отправился походом во Францию (1213), Джеффри остался регентом вместе с Пьером де Рошем. На собрании знати в Сент-Олбансе 4 августа он призвал баронов соблюдать законы, установленные Генрихом Боклерком. Вскоре после этого граф Эссекс умер.
Известно, что король Джон, узнав о смерти графа, сказал со смехом: «Когда он попадёт в ад, пусть поприветствует Хьюберта, архиепископа Кентерберийского, он его наверняка там встретит». Однако исследователи согласны с тем, что утрата компетентного советника в лице Джеффри Фиц-Питера очень плохо сказалась на королевских делах.

## Семья
Джеффри Фиц-Питер был женат дважды. Первой его женой стала Беатриса де Сэй, дочь Уильяма де Сэя. В этом браке родились:
- Джеффри Фиц-Джеффри де Мандевиль, 2-й граф Эссекс (умер в 1216)[3];
- Уильям Фиц-Джеффри де Мандевиль, 3-й граф Эссекс (умер в 1227)[3];
- Генри Фиц-Джеффри де Мандевиль[3];
- Мод Фиц-Джеффри де Мандевиль; муж — Генри де Богун, 1-й граф Херефорд. Сын Мод позже унаследовал титул графа Эссекса[3][6].

Вторым браком Джеффри Фиц-Питер женился на Эвелине де Клер, дочери Роджера де Клера, 2-го графа Хартфорда, и Мод де Сент-Хилар. В этом браке родились:
- Джон Фиц-Джеффри[3] (около 1205—1258), юстициарий Ирландии;
- Сесили Фиц-Джеффри;
- Гевиза Фиц-Джеффри.